# طواف يوركشاير 2018
طواف يوركشاير 2018 (بالإنجليزية: 2018 Tour de Yorkshire)‏ هو سباق دراجات هوائية، وهو الموسم رقم 4 من السباق، وأقيم خلال الفترة 3 مايو 2018، وحتى 6 مايو 2018، وامتدّ لمسافة 701.5 كيلومتر، وهو أحد سباقات طواف أوروبا للدراجات 2018، وهو من نوع سباق المرحلة، وهو من نوع سباق الدراجات، وقد شارك في السباق 140 متسابقاً ووصل إلى نهايته 98 متسابقاً.
فاز فيه بالمركز الأول جريج فان أفرمت، وبالمركز الثاني إدوارد براديس، وبالمركز الثالث سيرج باولس، والفريق الفائز في ترتيب الفرق بي إم سي راسينغ 2018.

## الفرق
| فرق عالمية (6)- Astana - BMC Racing Team - Dimension Data - Katusha-Alpecin - Sky - Team Sunweb فرق قارية محترفة (7)- أكوا بلو سبورت 2018 ‏ - Cofidis, Solutions Crédits - Direct Énergie - يوسكادي مورياس 2018 ‏ - Rally Cycling - رومبوت تشارلز ‏ - فيتال كونسبت 2018 ‏ فرق قارية (6)- JLT–Condor ‏ - Madison Genesis ‏ - ONE Pro Cycling ‏ - كانيون ايسبرج ‏ - Vitus Pro Cycling Team p/b Brother UK ‏ - Holdsworth Pro Racing‏ فريق وطني- فريق المملكة المتحدة لركوب الدراجات للرجال ‏ |  |
| |  |

## المراحل
| قائمة المراحل | قائمة المراحل | قائمة المراحل        | قائمة المراحل      | قائمة المراحل | قائمة المراحل      | قائمة المراحل     |
| المرحلة       | التاريخ       | الدورة               |                    | المسافة (كم)  | الفائز بالمرحلة    | القائد العام      |
| ------------- | ------------- | -------------------- | ------------------ | ------------- | ------------------ | ----------------- |
| 1             | 3 مايو        | Beverley ‏ – دونكاستر | مرحلة جبلية        | 182           | Harry Tanfield ‏    | Harry Tanfield ‏   |
| 3             | 5 مايو        | Richmond ‏ – سكاربورو | مرحلة جبلية متوسطة | 181           | ماكس والشيد        | ماغنوس كورت نيلسن |
| 2             | 4 مايو        | بارنسلي – Ilkley ‏    | مرحلة جبلية متوسطة | 149           | ماغنوس كورت نيلسن  | ماغنوس كورت نيلسن |
| 4             | 6 مايو        | هاليفاكس – ليدز      | مرحلة جبلية متوسطة | 189٫5         | Stéphane Rossetto ‏ | جريج فان أفرمت    |

## النتيجة

### مرحلة 1
هي مرحلة جبلية، أجريت في 3 مايو 2018 فاز بالمرحلة Harry Tanfield ‏، ومتصدر الترتيب العام في نهاية المرحلة Harry Tanfield ‏.
| التصنيف العام | التصنيف العام    | التصنيف العام    | التصنيف العام   | التصنيف العام     |        |
| الدراج        | الدراج           | البلد            | الفريق          | الوقت             | السرعة |
| ------------- | ---------------- | ---------------- | --------------- | ----------------- | ------ |
| 1.            | Harry Tanfield ‏  | المملكة المتحدة  | Canyon Eisberg  | 4 س 07 دقيقة 58 ث |        |
| 2.            | Alistair Slater ‏ | المملكة المتحدة  | JLT Condor      | + 3 ث             |        |
| 3.            | Michael Cuming ‏  | المملكة المتحدة  | Madison Genesis | + 10 ث            |        |
| 4.            | Emerson Oronte ‏  | الولايات المتحدة | رالي            | + 14 ث            |        |
| 5.            | توم بايلس        | المملكة المتحدة  | ONE             | + 14 ث            |        |
| 6.            | Axel Journiaux ‏  | فرنسا            | Direct Énergie  | + 16 ث            |        |
| 7.            | ماكس والشيد      | ألمانيا          | سنويب           | + 19 ث            |        |
| 8.            | بريان كوكار      | فرنسا            | Vital Concept   | + 19 ث            |        |
| 9.            | Emīls Liepiņš ‏   | لاتفيا           | ONE             | + 19 ث            |        |
| 10.           | كولن جويس        | الولايات المتحدة | رالي            | + 19 ث            |        |

### مرحلة 2
هي مرحلة جبلية متوسطة، أجريت في 4 مايو 2018 فاز بالمرحلة ماغنوس كورت نيلسن، ومتصدر الترتيب العام في نهاية المرحلة ماغنوس كورت نيلسن.
| التصنيف العام | التصنيف العام     | التصنيف العام    | التصنيف العام   | التصنيف العام     |        |
| الدراج        | الدراج            | البلد            | الفريق          | الوقت             | السرعة |
| ------------- | ----------------- | ---------------- | --------------- | ----------------- | ------ |
| 1.            | ماغنوس كورت نيلسن | الدنمارك         | أستانا          | 7 س 33 دقيقة 41 ث |        |
| 2.            | جريج فان أفرمت    | بلجيكا           | بي إم سي راسينغ | + 4 ث             |        |
| 3.            | إدوارد براديس     | إسبانيا          | Euskadi–Murias  | + 6 ث             |        |
| 4.            | سيرج باولس        | بلجيكا           | دايمنشن داتا    | + 10 ث            |        |
| 5.            | كولن جويس         | الولايات المتحدة | رالي            | + 15 ث            |        |
| 6.            | روبرت كيشيرلوفسكي | كرواتيا          | كاتوشا ألبيسين  | + 15 ث            |        |
| 7.            | مايكل ستورر       | أستراليا         | سنويب           | + 15 ث            |        |
| 8.            | برنت بوكوالتر     | الولايات المتحدة | بي إم سي راسينغ | + 21 ث            |        |
| 9.            | Steff Cras ‏       | بلجيكا           | كاتوشا ألبيسين  | + 21 ث            |        |
| 10.           | أنتوني بيريز      | فرنسا            | كوفيديس         | + 21 ث            |        |

### مرحلة 3
هي مرحلة جبلية متوسطة، أجريت في 5 مايو 2018 فاز بالمرحلة ماكس والشيد، ومتصدر الترتيب العام في نهاية المرحلة ماغنوس كورت نيلسن.
| التصنيف العام | التصنيف العام     | التصنيف العام    | التصنيف العام   | التصنيف العام      |        |
| الدراج        | الدراج            | البلد            | الفريق          | الوقت              | السرعة |
| ------------- | ----------------- | ---------------- | --------------- | ------------------ | ------ |
| 1.            | ماغنوس كورت نيلسن | الدنمارك         | أستانا          | 11 س 44 دقيقة 02 ث |        |
| 2.            | جريج فان أفرمت    | بلجيكا           | بي إم سي راسينغ | + 10 ث             |        |
| 3.            | إدوارد براديس     | إسبانيا          | Euskadi–Murias  | + 12 ث             |        |
| 4.            | سيرج باولس        | بلجيكا           | دايمنشن داتا    | + 16 ث             |        |
| 5.            | كولن جويس         | الولايات المتحدة | رالي            | + 21 ث             |        |
| 6.            | روبرت كيشيرلوفسكي | كرواتيا          | كاتوشا ألبيسين  | + 21 ث             |        |
| 7.            | مايكل ستورر       | أستراليا         | سنويب           | + 21 ث             |        |
| 8.            | برنت بوكوالتر     | الولايات المتحدة | بي إم سي راسينغ | + 27 ث             |        |
| 9.            | Steff Cras ‏       | بلجيكا           | كاتوشا ألبيسين  | + 27 ث             |        |
| 10.           | أنتوني بيريز      | فرنسا            | كوفيديس         | + 27 ث             |        |

### مرحلة 4
هي مرحلة جبلية متوسطة، أجريت في 6 مايو 2018 فاز بالمرحلة Stéphane Rossetto ‏، ومتصدر الترتيب العام في نهاية المرحلة جريج فان أفرمت.
| التصنيف العام | التصنيف العام     | التصنيف العام   | التصنيف العام   | التصنيف العام      |        |
| الدراج        | الدراج            | البلد           | الفريق          | الوقت              | السرعة |
| ------------- | ----------------- | --------------- | --------------- | ------------------ | ------ |
| 1.            | جريج فان أفرمت    | بلجيكا          | بي إم سي راسينغ | 16 س 38 دقيقة 00 ث |        |
| 2.            | إدوارد براديس     | إسبانيا         | Euskadi–Murias  | + 9 ث              |        |
| 3.            | سيرج باولس        | بلجيكا          | دايمنشن داتا    | + 14 ث             |        |
| 4.            | روبرت كيشيرلوفسكي | كرواتيا         | كاتوشا ألبيسين  | + 19 ث             |        |
| 5.            | مايكل ستورر       | أستراليا        | سنويب           | + 19 ث             |        |
| 6.            | يان بيبي          | المملكة المتحدة | JLT Condor      | + 23 ث             |        |
| 7.            | أنتوني بيريز      | فرنسا           | كوفيديس         | + 25 ث             |        |
| 8.            | إدوارد دنبر       | جمهورية أيرلندا | Aqua Blue Sport | + 27 ث             |        |
| 9.            | باتريك بيفن       | نيوزيلندا       | بي إم سي راسينغ | + 37 ث             |        |
| 10.           | جوناثان إيفيرت    | فرنسا           | Direct Énergie  | + 39 ث             |        |

## التصنيف العام النهائي
| التصنيف العام | التصنيف العام     | التصنيف العام   | التصنيف العام   | التصنيف العام      |        |
| الدراج        | الدراج            | البلد           | الفريق          | الوقت              | السرعة |
| ------------- | ----------------- | --------------- | --------------- | ------------------ | ------ |
| 1.            | جريج فان أفرمت    | بلجيكا          | بي إم سي راسينغ | 16 س 38 دقيقة 00 ث |        |
| 2.            | إدوارد براديس     | إسبانيا         | Euskadi–Murias  | + 9 ث              |        |
| 3.            | سيرج باولس        | بلجيكا          | دايمنشن داتا    | + 14 ث             |        |
| 4.            | روبرت كيشيرلوفسكي | كرواتيا         | كاتوشا ألبيسين  | + 19 ث             |        |
| 5.            | مايكل ستورر       | أستراليا        | سنويب           | + 19 ث             |        |
| 6.            | يان بيبي          | المملكة المتحدة | JLT Condor      | + 23 ث             |        |
| 7.            | أنتوني بيريز      | فرنسا           | كوفيديس         | + 25 ث             |        |
| 8.            | إدوارد دنبر       | جمهورية أيرلندا | Aqua Blue Sport | + 27 ث             |        |
| 9.            | باتريك بيفن       | نيوزيلندا       | بي إم سي راسينغ | + 37 ث             |        |
| 10.           | جوناثان إيفيرت    | فرنسا           | Direct Énergie  | + 39 ث             |        |

### تصنيف النقاط
| تصنيف النقاط | تصنيف النقاط       | تصنيف النقاط    | تصنيف النقاط                | تصنيف النقاط |        |
| الدراج       | الدراج             | البلد           | الفريق                      | النقاط       | السرعة |
| ------------ | ------------------ | --------------- | --------------------------- | ------------ | ------ |
| 1.           | جريج فان أفرمت     | بلجيكا          | بي إم سي راسينغ             | 30 نقطة      |        |
| 2.           | ماغنوس كورت نيلسن  | الدنمارك        | أستانا                      | 27 نقطة      |        |
| 3.           | Stéphane Rossetto ‏ | فرنسا           | كوفيديس                     | 25 نقطة      |        |
| 4.           | ماكس والشيد        | ألمانيا         | سنويب                       | 20 نقطة      |        |
| 5.           | إدوارد براديس      | إسبانيا         | Euskadi–Murias              | 16 نقطة      |        |
| 6.           | توم بايلس          | المملكة المتحدة | ONE                         | 11 نقطة      |        |
| 7.           | بريان كوكار        | فرنسا           | Vital Concept               | 11 نقطة      |        |
| 8.           | Robbert de Greef ‏  | هولندا          | Roompot-Nederlandse Loterij | 10 نقطة      |        |
| 9.           | سيرج باولس         | بلجيكا          | دايمنشن داتا                | 10 نقطة      |        |
| 10.          | جوناثان إيفيرت     | فرنسا           | Direct Énergie              | 10 نقطة      |        |

### تصنيف الجبال
| تصنيف الجبال | تصنيف الجبال       | تصنيف الجبال    | تصنيف الجبال    | تصنيف الجبال |        |
| الدراج       | الدراج             | البلد           | الفريق          | الوقت        | السرعة |
| ------------ | ------------------ | --------------- | --------------- | ------------ | ------ |
| 1.           | Stéphane Rossetto ‏ | فرنسا           | كوفيديس         | 16 نقطة      |        |
| 2.           | Max Stedman ‏       | المملكة المتحدة |                 |              |        |
| 3.           | Michael Cuming ‏    | المملكة المتحدة | Madison Genesis | 8 نقطة       |        |
| 4.           | بيتر وليامز (دراج) | المملكة المتحدة | ONE             | 6 نقطة       |        |
| 5.           | جوناثان ماكيفوي    | المملكة المتحدة | Madison Genesis | 6 نقطة       |        |
| 6.           | ماغنوس كورت نيلسن  | الدنمارك        | أستانا          | 4 نقطة       |        |
| 7.           | هايدن ماكورميك     | نيوزيلندا       | ONE             | 4 نقطة       |        |
| 8.           | أوين دول           | المملكة المتحدة | سكاي            | 3 نقطة       |        |
| 9.           | جريج فان أفرمت     | بلجيكا          | بي إم سي راسينغ | 2 نقطة       |        |
| 10.          | إدوارد دنبر        | جمهورية أيرلندا | Aqua Blue Sport | 2 نقطة       |        |

## تصنيف الفرق

### الفرق حسب الوقت
| تصنيف الفرق حسب الوقت | تصنيف الفرق حسب الوقت         | تصنيف الفرق حسب الوقت | تصنيف الفرق حسب الوقت |        |
| الفريق                | الفريق                        | البلد                 | الوقت                 | السرعة |
| --------------------- | ----------------------------- | --------------------- | --------------------- | ------ |
| 1.                    | بي إم سي راسينغ               | الولايات المتحدة      | 49 س 55 دقيقة 47 ث    |        |
| 2.                    | كوفيديس                       | فرنسا                 | + 1 دقيقة 24 ث        |        |
| 3.                    | JLT Condor                    | المملكة المتحدة       | + 2 دقيقة 34 ث        |        |
| 4.                    | Aqua Blue Sport               | جمهورية أيرلندا       | + 2 دقيقة 45 ث        |        |
| 5.                    | كاتوشا ألبيسين                | سويسرا                | + 3 دقيقة 26 ث        |        |
| 6.                    | Euskadi Basque Country-Murias | إسبانيا               | + 3 دقيقة 56 ث        |        |
| 7.                    | ONE                           | المملكة المتحدة       | + 4 دقيقة 15 ث        |        |
| 8.                    | سنويب                         | ألمانيا               | + 6 دقيقة 10 ث        |        |
| 9.                    | Direct Énergie                | فرنسا                 | + 7 دقيقة 49 ث        |        |
| 10.                   | رالي                          | الولايات المتحدة      | + 9 دقيقة 14 ث        |        |

## وصلات خارجية
- الموقع الرسمي
- لمحة عن سباق طواف يوركشاير 2018 على موقع  ProCyclingStats   (برو  سايكلنج  ستاتس) - إحصاءات  محترفي  الدراجات.

- طواف يوركشاير 2018 على موقع إحصائيات الدراجات الإحترافية (الإنجليزية)